# 中央 (浜松市)
中央（ちゅうおう）は静岡県浜松市中央区の町名。現行行政地名は中央一丁目～中央三丁目。住居表示実施済。

## 地理
東で船越町及び木戸町、西で常盤町、東田町、板屋町及び砂山町、南で北寺島町、北で八幡町及び野口町と接する。

### 河川
- 馬込川
- 曳馬川

### 学区
- 浜松市立東小学校
- 浜松市立八幡中学校

## 歴史
中央の前身の1町である新町は江戸時代の浜松宿下における城を維持するための職人と商人の町で、職業ごとに町が構成され、城の御用を務める無役町のうちの1町であったことに端を発する。

### 沿革
- 1882年（明治15年） - 新町から浜松新町に町名変更を行う。
- 1889年（明治22年）4月1日 - 町村制の施行により、敷知郡浜松新町が周辺の町村と合併して敷知郡浜松町となる[WEB 8]。旧町名は浜松町の大字として残る[書籍 2]。また、馬込村が周辺の村と合併して敷知郡天神町村となる
- 1896年（明治29年）4月1日 - 郡制の施行により、浜松町・天神町村の所属郡が浜名郡に変更となる。
- 1911年（明治44年）7月1日 – 浜松町が市制施行して浜松市となる。
- 1916年（大正5年）5月1日 -  天神町村の一部（北馬込）が浜松市に編入される。
- 1921年（大正10年）4月1日 - 天神町村が浜松市に編入される。
- 1925年（大正14年）5月1日 -  地籍整理により、大字馬込・大字松江・大字新で町名変更などを実施。詳細は下記表を参照。なお、北馬込は便宜上つけた地名である[書籍 3]。

| 旧地名     | 新地名 | 他からの編入                                                                         | 他町への編入                                                                     |
| ---------- | ------ | ------------------------------------------------------------------------------------ | -------------------------------------------------------------------------------- |
| （北馬込） | 馬込町 | 大字田・大字八幡の各一部                                                             | 一部を東田町・板屋町・寺島町・ 木戸町・佐藤町・龍禅寺町・ 北寺島町へそれぞれ編入 |
| 大字馬込   | 松江町 | 大字新・大字板屋・大字浜松寺島・ 大字浜松八幡地・大字肴・大字紺屋・ 大字伝馬の各一部 | 一部を東田町・新町・板屋町へ それぞれ編入                                        |
| 大字新     | 新町   | 大字本馬込・大字田の各一部                                                           | 一部を松江町・板屋町・北寺島町へ それぞれ編入                                    |

- 2006年（平成18年）3月1日 - 住居表示の実施に伴い、八幡町・常盤町・東田町・早馬町・板屋町・野口町・馬込町の各一部を合わせて中央一丁目が、野口町・馬込町・新町・松江町・東田町の各一部を合わせて中央二丁目、馬込町・新町・松江町・板屋町の各一部を合わせて中央三丁目が成立。これにより、馬込町・新町・松江町を廃止[WEB 9]。
- 2007年（平成19年）4月1日 - 浜松市が政令指定都市となる。中央は中区の一部となる。
- 2024年（令和6年）1月1日 - 浜松市の行政区再編により、中央は中央区の一部となる。

## 施設
- 浜松合同庁舎
  - 浜松西税務署
- 静岡地方裁判所浜松支部・静岡家庭裁判所浜松支部・浜松簡易裁判所
- 静岡県浜松総合庁舎
- 浜松市楽器博物館
- 浜松市子育て情報センター
- 浜松市立東小学校
- 静岡文化芸術大学
- 学校法人静岡理工科大学浜松未来総合専門学校
- JA静岡厚生連遠州病院
- イーステージ浜松タワー
  - 浜松市役所イーステージオフィス棟
- 浜松馬込郵便局
- 社会福祉法人たんぽぽ会なのはな保育園
- 三立製菓 本社
- 浜松倉庫 本社
- 静岡ろうきん浜松中央支店
- マックスバリュエクスプレス浜松中央店
- ヤマダデンキテックランド浜松中央店
- ホテルルートイン浜松駅東
- ローソン浜松遠州病院店
- ファミリーマート（浜松中央三丁目店、浜松野口店）
- 遠州鉄道浜松東営業所松江町車庫
- 東ふれあい公園

## 交通

### バス
- 遠鉄バス
  - 2早出線（上り）：（浜松駅 方面 ← ）県総合庁舎 ← 遠州病院前 ← 文化芸術大学（ ← 早出上公園・イオンモール浜松市野 方面）
  - 2早出線（下り）：（浜松駅 方面 → ）県総合庁舎（ → 早出上公園・イオンモール浜松市野 方面）
  - 73・75・76笠井線、74・77・78蒲線：（浜松駅 方面 - ）県総合庁舎 - 遠州病院前 - 文化芸術大学（ - イオンモール浜松市野／産業展示館／笠井上町 方面）
  - 80中ノ町磐田線：（浜松駅 方面 - ）新町 - 松江町 （ - 中ノ町・磐田営業所 方面）

### 道路
- 国道152号（東海道）
- 浜松市道曳馬中田島線（広小路）
- 浜松市道中央住吉線（公園通り（早馬町交差点以東））
- 浜松市道板屋中央1号線（アクト通り）
- 浜松市道中央30号線（学園通り）

## その他

### 警察
警察の管轄区域は以下の通りである。
| 番・番地等     | 警察署         | 交番・駐在所 |
| -------------- | -------------- | ------------ |
| 一丁目・二丁目 | 浜松中央警察署 | 新川交番     |
| 三丁目         | 浜松中央警察署 | 浜松駅前交番 |

### 消防
消防の管轄区域は以下の通りである。
| 番・番地等 | 消防署   | 本署/出張所 |
| ---------- | -------- | ----------- |
| 全域       | 中消防署 | 相生出張所  |

### 書籍
1. ↑  『浜松市史 ニ』浜松市役所、1971年3月31日、93頁。
2. ↑  『浜松市史 三』浜松市役所、1980年3月26日、177頁。
3. ↑  『浜松市史 三』浜松市役所、1980年3月26日、354,356頁。

### WEB
1. ↑  “h02_22.csv”.   総務省 (2022年2月10日). 2024年10月4日閲覧。
2. ↑  “chuouku_menseki.xlsx”.   浜松市 (2024年3月12日). 2024年10月4日閲覧。
3. ↑  “zissizennzi.pdf”.   浜松市 (2024年1月4日). 2024年6月17日閲覧。
4. ↑  “静岡県 浜松市中央区 中央の郵便番号 - 日本郵便”.   日本郵便. 2025年2月15日閲覧。
5. ↑  “市外局番の一覧”.   総務省 (2022年3月1日). 2024年6月17日閲覧。
6. ↑  “事業所案内及び管轄地域（事務所3件、分室3件）”.   一般社団法人静岡県自動車会議所. 2024年6月17日閲覧。
7. ↑  “zissiitiran1.pdf”.   浜松市 (2024年1月4日). 2024年6月17日閲覧。
8. ↑  “historyofcities.pdf”.   静岡県総務部合併推進室・財団法人静岡県市町村振興協会. 2024年10月11日閲覧。
9. ↑  “zissizennzi.pdf”.   浜松市 (2024年1月4日). 2024年6月17日閲覧。
10. ↑  “新川交番｜静岡県警察”.   静岡県警察 (2024年1月1日). 2024年6月17日閲覧。
11. ↑  “浜松駅前交番｜静岡県警察”.   静岡県警察 (2024年1月1日). 2024年6月17日閲覧。
12. ↑  “消防署の町別管轄「ち」／浜松市”.   浜松市 (2023年4月3日). 2024年6月17日閲覧。